# Кодекс Алеппо
Ко́декс Але́ппо (ивр. כֶּתֶר אֲרָם צוֹבָא‎, Кетер Арам–Цова) — рукопись Танаха, написанная в начале X века н. э. в Тверии писцом Шломо Бен Буйией. Кодекс давно считается самым авторитетным документом Еврейских Писаний, которые передавались из поколения в поколение. Сохранившиеся в литературе примеры респонса показывают, что различные еврейские учёные на протяжении всего Средневековья использовали Кодекс Алеппо, а современные исследования показали, что данный труд является одним из самых точных принципов масоры (מָסוֹרָה‎ — «предание») из любой из сохранившихся рукописей и содержит очень малое количество ошибок (среди примерно 2 700 000 орфографических деталей). По этим причинам многие учёные считают Кодекс Алеппо самым авторитетным представителем масорской традиции как по огласовкам, так и по знакам кантилляции, несмотря на то, что большинство текста в настоящее время отсутствует.
Пропавшие страницы являются предметом ожесточённых споров. Некоторые из евреев Алеппо говорят, что отсутствующие страницы были сожжены. Тем не менее, научный анализ не показал никаких признаков огня на сохранившейся части кодекса (тёмные следы, которые видны на страницах, появились из-за грибка, а не от огня).

## История

### Краткое содержание
Кодекс Алеппо был написан в 920 году н. э. в Тверии писцом Шломо Бен Буйией. Примерно через сто лет после его написания кодекс был приобретён караимской общиной Иерусалима. Уже во время первого крестового похода синагога была разграблена, а кодекс — украден и вывезен в Египет, где евреи были вынуждены заплатить высокую цену за его выкуп. Манускрипт был перевезён и сохранён в раввинистской синагоге в Каире, где использовался Маймонидом, который описывал его как текст, которому доверяли все еврейские учёные. Ходят слухи, что в 1375 году один из потомков Маймонида перенёс кодекс в Алеппо, благодаря чему и появилось его нынешнее название.
Кодекс оставался в Сирии в течение полутысячелетия. В 1947 году, после решения ООН о создании еврейского государства в Палестине, поднялись мятежи и погромы. Во время антисемитских погромов в Алеппо синагога, где находился Кодекс, была сожжена, а большая часть начала и конца рукописи уничтожена. Сам Кодекс исчез, но затем вновь появился лишь в 1958 году, когда он был тайно вывезен в Израиль сирийским евреем Мудадом Фахамом и передан президенту государства Ицхаку Бен-Цви. По прибытии было установлено, что часть кодекса утрачена. Кодекс передали в институт Бен-Цви в Еврейском университете в Иерусалиме.

### Выкуп
Караимская еврейская община Иерусалима получила книгу от Израиля бен Симхи из Басры где-то между 1040 и 1050 годами. Кодекс был у караимских религиозных лидеров братьев Хизкиягу и Йошиягу, которые впоследствии переехали в Фустат в 1050 году. Кодекс, однако, остался в Иерусалиме до второй половины того столетия. После падения Иерусалима (в 1099 году) во время первого крестового похода, крестоносцы захватили кодекс и другие святые реликвии с целью получения выкупа. Жители города Ашкелона заняли деньги в Египте, чтобы выкупить кодекс. Деньги, взятые из Александрии, были использованы для «выкупа двухсот тридцати кодексов Библии, сотен других томов, и восьми Свитков Торы». Эти документы были перевезены в Египет караваном, который был финансирован известным александрийским чиновником Абу-Фадль Сахлом. Еврейско-арабские надписи на первой странице Кодекса говорят, что книга была «перевезена в синагогу иерусалимского толка в Фустате».

### В Алеппо
Община Алеппо ревностно охраняла Кодекс  в течение около шестисот лет: святыня находилась вместе с тремя другими библейскими рукописями в специальном шкафу (позже — железном сейфе) в подвале синагоги, который, по одной из версий, был пещерой пророка Ильи. Кодекс считался самой главной святыней общины: люди в беде молились перед ней, произносили клятвы. Община получала запросы от евреев по всему миру. Они просили проверить различные текстовые детали. Впоследствии данная переписка помогла при реконструкции некоторых деталей текста, которые были уничтожены. Важен также тот момент, что в 1850-х годах раввин Шалом Шахна Елин послал своего зятя Моисея Иисуса Мимчи в Алеппо, чтобы скопировать информацию с Кодекса. Моисей сидел в течение нескольких недель и скопировал тысячи сведений из кодекса на поля небольшой рукописной Библии. (О существовании этой Библии было известно в XX веке, а сама Библия была обнаружена Йосефом Офером в 1989 году.)
Тем не менее, сообщество ограничивает доступ посторонних к рукописи, особенно учёных в современную эпоху. Пол Кале при работе над текстом Biblia Hebraica в 1920 г. попытался получить фотографические копии кодекса, но ему не удалось. Это заставило его использовать Ленинградский Кодекс для третьего издания, которое появилось в 1937 году.
Единственный современный учёный, которому позволили сравнить Кодекс со стандартной печатной Библией на иврите и делать заметки о различиях, был Умберто Кассуто. Таинственность такого рода сделала невозможным подтверждение подлинности Кодекса, и сам учёный сомневался, что это был кодекс Маймонида, хотя он согласился с тем, что текст верно датирован X веком.
В ходе беспорядков против евреев и еврейской собственности в Алеппо в декабре 1947 года древняя синагога общины была сожжена, и Кодекс был поврежден. Не более 294 из 487 оригинальных страниц уцелели. Некоторые учёные обвиняют членов еврейской общины в том, что во время погрома они оторвали недостающие листы и держат их скрытыми в частных коллекциях. Два из недостающих листов были обнародованы — один в 1982 году, а другой в 2007 году. В связи с этим остаётся вероятность того, что есть ещё листы, которые, возможно, пережили погромы 1947 года. Община Дамаска обладала «Дамасским Кетером», также написанным в Израиле в десятом веке, который сейчас хранится в Еврейской национальной и университетской библиотеке под номером мс. Евр 5702. Он доступен в Интернете здесь. (Данное писание не следует путать с другим Дамасским Кетером, средневекового испанского происхождения).

### В Израиле
Израильский писатель Амнон Шамош написал отчёт о том, как Кодекс был доставлен в Израиль (в его книге «Корона: история Кодекс Алеппо», опубликованной в 1987 году). Он был передан в институт Бен-Цви в Еврейском университете в Иерусалиме. Попытки восстановить недостающие части продолжаются по сей день.
В январе 1958 года Кодекс Алеппо был перевезён из Сирии в Иерусалим. Под влиянием тогдашнего президента Израиля Ицхака Бен-Цви он и поныне остаётся в Храме Книги в Музее Израиля. Это, наконец, дало учёным возможность изучать его и рассматривать вопрос о том, действительно ли это рукопись Маймонида. Работа Моше Гошен-Готштейн, основанная на немногих уцелевших страницах из Торы, похоже, опровергла претензии к подлинности данных манускриптов. Автор предположил, что это не только самая старая известная Масоретическая Библия в одном томе, а впервые полный Танах, подготовленный одним или двумя людьми в едином стиле.
В 2007 году в Иерусалиме на мероприятии в память 60-летия погромов в Алеппо учёные института Яд Бен-Цви обратились с воззванием вернуть недостающие фрагменты кодекса: 

Мы знаем наверняка, что страницы утерянного Кодекса разбросаны по всему миру и хранятся у частных лиц. Мы надеемся найти в их сердцах отклик на нашу просьбу

## Авторитетность текста
Кодекс был написан писцом Шломо Бен Буяа в Израиле около 920 года н. э. Текст был проверен и снабжён Масоретическими толкованиями Аароном бен Ашером. Бен-Ашер был последний и самый видный член Бен-Ашерской династии грамматиков из Тверии, которые формировали наиболее точную версию Масоры, а следовательно, еврейской Библии. Ленинградский кодекс, который датируется приблизительно тем же временем, что и Кодекс Алеппо (на девять десятков лет позже), предположительно был скрипторием Бена-Ашера. Между тем, последняя страница издания с его выходными данными подсказывает, что он был написан по рукописям Бена Ашера, а сам Бен Ашер его, возможно, никогда не видел.

## Содержание
В то время, когда Кодекс Алеппо был полным (до 1947 года), он следовал Тиберийской текстовой традиции в порядке его книг, схожим с Ленинградским Кодексом, что также соответствует более поздним традициям библейских рукописей сефардов. Тора и Невиим расположены в том же порядке, как и в большинстве печатных Библий на иврите, однако порядок книг Кетувим заметно отличается. В Кодексе Алеппо порядок Кетувим следующий: Хроники, Псалтирь, Книга Иова, Притчи, Руфь, Песнь Песней, Екклесиаст, Плач Иеремии, Есфирь, Даниил, Ездра-Неемия. В настоящее время в тексте отсутствует почти весь раздел Торы (от Бытия до большей части Второзакония). Текст начинается с последнего слова из Второзакония 28:17. После этого книги Невиим появляются в их традиционном порядке (Иисуса Навина, Судей, Самуила, Царей, Исайи, Иеремии, Иезекииля и двенадцать малых пророков). Между тем, все разделы Амос после Амос 5:19, Авдий, Иона, и в начале Михей отсутствуют. В 1832 году из Дамаска в Карасу-базар (Крым), по согласованию между Раввинатами, была переведена Библиотека, содержащая несчётное количество списков Торы, книг и документов это древней Иудейской Общины. В Карасу-базаре Библиотека была отсортирована. Некошерные рукописи были помещены в Генизу. Гениза представляет собой закрытое помещение с земляным полом в ста метрах от реки Карасу. Естественно, «кожа» покрылась грибком из-за затхлости. Алеппо Кодекс является частью этих некошерных рукописей. Такие списки и различные книги в мешках стояли по полу Бейт-Кнессета Карасу-базара. Соферы переписывали и изучали. Гаон Хаим Хизкия Медини вывез большое количество книг и списков в Иерусалим. В первый день, независимости государства Еврейский Израиль, в ходе беспорядков в Иерусалиме, были сожжены 10 000 книг Библиотеки Гаона Медини. 

## Современные публикации
Ряд полных или частичных изданий Танаха на основе Кодекса Алеппо были опубликованы за последние три десятилетия в Израиле. Некоторые из них под эгидой израильских университетов. Эти выпуски включают реконструкцию недостающих частей Кодекса на основе методологии Мордехая Бройера, а также с учётом всех имеющихся исторических свидетельств о содержании кодекса. Публикации включают:
- Полный Танах: Полное издание Танаха, как правило, в одном томе (а иногда и в трёх). Они не включают масорские примечания Алеппо Кодекса.
  - Издание организации раввина Кука от Мордехая Броера. Тора (1977), Невиим (Пророки; 1979), Ктувим (Писания; 1982) и полный Танах в одном томе (1989) — это было первое издание, которое включает реконструкцию букв и недостающие части Кодекса Алеппо.
  - Издательство Хорев, Иерусалим 1996-98, Мордехая Броера — первое издание, которое включает вновь найденную информацию глав Кодекса Алеппо для Невиим и Ктувим. Текст был переиздан в нескольких формах с различными комментариями тем же издательством.
  - Иерусалимская Корона[англ.]. Библия Еврейского университета в Иерусалиме, 2000. Редакция в соответствии с методом Мордехая Бройера под руководством Иосифа Офера, с дополнительной корректировкой и уточнениями[12].
  - Иерусалимский институт Симаним. Feldheim Publishers, 2004 (опубликовано в одном томе и в трехтомном издании)[12].
- Полный текст Танаха в Интернете:
  - Текст, доступный на сайте Института Мамре.
- Частичные издания:
  - Библейский проект Еврейского университета[англ.] (Исайи, Иеремии, Иезекииля). Включает в себя масоретические толкования Алеппо Кодекса.
  - Микраот Гдолот[англ.], Университет имени Бар-Илана (1992 — н. в.) Многотомное издание (на данный момент издано девять томов).